# Sarius
Sarius, właściwie Mariusz Golling (ur. 12 stycznia 1992 w Częstochowie) – polski raper, reprezentant częstochowskiej sceny hip-hopowej.

## Kariera muzyczna
Zadebiutował w 2013 roku albumem Blisko leży obraz końca”, wyprodukowanym przez DJ-a Eproma i wydanym nakładem wytwórni Asfalt Records, której stał się pełnoprawnym członkiem. Wytwórnię opuścił po wypuszczeniu płyty I żyli krótko i szczęśliwie w 2016 roku. Współpracował z takimi artystami, jak Hades czy O.S.T.R. – do tego ostatniego z czasów młodości bywa często przyrównywany ze względu na swoją osobowość oraz twórczość. Członek B.O.R oraz właściciel wytwórni Antihype, w której wypuścił albumy Antihype, Wszystko co złe, Pierwszy dzień po końcu świata, Antihype 2 oraz Ostatnie takie emocje.

## Dyskografia

### Albumy
| Rok                        | Album | Pozycja na liście | Sprzedaż       | Certyfikat                 |
| Rok                        | Album | POL               | Sprzedaż       | Certyfikat                 |
| -------------------------- | --- | ----------------- | -------------- | -------------------------- |
| 2013                       | Blisko leży obraz końca - Data: 19 listopada 2013 - Wydawca: Asfalt Records - Format: CD, LP, digital download       | –                 |                |                            |
| 2014                       | Daleko jeszcze? - Data: 24 listopada 2014 - Wydawca: Asfalt Records - Format: CD, digital download                   | –                 |                |                            |
| 2015                       | Gdzieś to już słyszałem. Mixtape - Data: 11 sierpnia 2015 - Wydawca: Asfalt Records - Format: digital download       | –                 |                |                            |
| 2016                       | I żyli krótko i szczęśliwie - Data: 18 listopada 2016 - Wydawca: Asfalt Records - Format: CD, LP, digital download   | 27                |                |                            |
| 2017                       | Antihype - Data: 17 listopada 2017 - Wydawca: Antihype - Format: CD, digital download                                | 6                 | - POL: 30 000+ | - ZPAV: platynowa płyta    |
| 2018                       | Wszystko co złe - Data: 31 sierpnia 2018 - Wydawca: Antihype - Format: CD, digital download                          | 1                 | - POL: 60 000+ | - ZPAV: 2x platynowa płyta |
| 2019                       | Pierwszy dzień po końcu świata - Data: 30 sierpnia 2019 - Wydawca: Antihype - Format: CD, digital download           | 1                 | - POL: 30 000+ | - ZPAV: platynowa płyta    |
| 2021                       | Antihype 2 - Data: 25 czerwca 2021 - Wydawca: Antihype - Format: CD, digital download                                | 2                 | - POL: 15 000+ | - ZPAV: złota płyta        |
| 2024                       | Ostatnie takie emocje - Data: 29 marca 2024 - Wydawca: Antihype - Format: CD, digital download                       | 1                 |                |                            |
| 2024                       | Rozmowy dla dorosłych (oraz Pawbeats) - Data: 13 grudnia 2024 - Wydawca: Antihype - Format: CD, LP, digital download | 11                |                |                            |
| „–” album nie był notowany | |                   |                |                            |

### Minialbumy
| Rok  | Album |
| ---- | --- |
| 2014 | Wszystko dobrze EP - Data: 2 czerwca 2014 - Wydawca: Asfalt Records - Format: CD, digital download                             |
| 2015 | Złe towarzystwo EP (oraz Voskovy i W.E.N.A.) - Data: 31 grudnia 2015 - Wydawca: Polishvinyl.com - Format: CD, digital download |
| 2016 | Zero starań EP (oraz Soulpete) - Data: maj 2016 - Wydawca: brak (nielegal)                                                     |
| 2017 | czaseM EP - Data: 14 marca 2017 - Wydawca: brak (nielegal)                                                                     |
| 2024 | Emocjonalne zero EP - Data: 29 marca 2024 - Wydawca: Antihype                                                                  |

### Certyfikowane utwory
| Rok       | Tytuł                                            | Certyfikat                 | Album                          |
| --------- | ------------------------------------------------ | -------------------------- | ------------------------------ |
| 2017      | „To co chcesz”                                   | - ZPAV: złota płyta        | Antihype                       |
| 2017      | „Wiosna”                                         | - ZPAV: złota płyta        | Antihype                       |
| 2017      | „NajsHajs” (gościnnie Rogal DDL)                 | - ZPAV: platynowa płyta    | Antihype                       |
| 2018      | „Kurtyna”                                        | - ZPAV: złota płyta        | Wszystko co złe                |
| 2018      | „Wiking”                                         | - ZPAV: diamentowa płyta   | Wszystko co złe                |
| 2018      | „Powiedział mi ktoś”                             | - ZPAV: platynowa płyta    | Wszystko co złe                |
| 2018      | „Dziecko wojny”                                  | - ZPAV: 2× platynowa płyta | Wszystko co złe                |
| 2018      | „Dobry chłopak” (gośc. Szpaku)                   | - ZPAV: złota płyta        | Wszystko co złe                |
| 2018      | „Wspaniały i wielki”                             | - ZPAV: złota płyta        | Wszystko co złe                |
| 2018      | „Zmora”                                          | - ZPAV: złota płyta        | Wszystko co złe                |
| 2019      | „Pierwszy dzień po końcu świata”                 | - ZPAV: złota płyta        | Pierwszy dzień po końcu świata |
| 2019      | „Sam”                                            | - ZPAV: platynowa płyta    | Pierwszy dzień po końcu świata |
| 2019      | „Młody Weles”                                    | - ZPAV: złota płyta        | Pierwszy dzień po końcu świata |
| 2019      | „Wampir”                                         | - ZPAV: 2× platynowa płyta | Pierwszy dzień po końcu świata |
| 2019      | „Zalatani”                                       | - ZPAV: złota płyta        | Pierwszy dzień po końcu świata |
| 2019      | „Trumna”                                         | - ZPAV: złota płyta        | Pierwszy dzień po końcu świata |
| 2020      | „Nie widać po mnie”                              | - ZPAV: platynowa płyta    | Pierwszy dzień po końcu świata |
| Gościnnie |                                                  |                            |                                |
| 2018      | „Powietrze” – Tymek (gościnnie Sarius)           | - ZPAV: złota płyta        | Sono                           |
| 2021      | „Naszyjnik” – Magiera (gościnnie Sarius, Szczyl) | - ZPAV: złota płyta        | Feat.                          |
| 2021      | „Cześć” – Sokół (gościnnie Sarius)               | - ZPAV: platynowa płyta    | Nic                            |
| 2021      | „Wino” – Czarny HIFI (gościnnie Sarius, Zalia)   | - ZPAV: złota płyta        | Jeśli coś się stanie...        |

## Boks
W Myszkowie 2008 roku wywalczył tytuł mistrza Śląska w kategorii kadetów, reprezentując wówczas barwy Klubu Sportowego "START" Częstochowa. 
26 września 2021 roku na drugiej konferencji do gali Fame 11, ogłoszono Sariusa nowym nabytkiem federacji Fame MMA. Początkowo jego debiut był planowany na galę Fame 13, podczas której miał zmierzyć się z Kasjuszem „Don Kasjo" Życińskim, jednak przez odejście z federacji tego drugiego, pojedynek nie doszedł do skutku. 8 lipca 2022 Fame MMA za pomocą mediów społecznościowych ogłosiło walkę Sariusa na galę Fame 15, a 12 lipca ogłoszony został jego rywal, którym został były mistrz federacji KSW – Marcin „Polish Zombie” Wrzosek, dla którego była to druga walka w boksie. Walka zakończyła się jednogłośną decyzją sędziowską na korzyść Wrzoska (punktacja: 30-24, 30-24. 30-25).